# Карнут-1
Карнут-1 (англ. Karnut-1) —  древнее поселение, располагающееся в 10 км восточнее города Гюмри Армении.               

## Описание
Археологическое изучение Карнута было начато в 1938 г. М. Гукасяном. В результате работ стала известна немногочисленная, но характерная и выразительная коллекция керамики, вплоть до настоящего времени вызывающая заслуженный интерес. Эти находки неоднократно становились предметом исследований при изучении материального производства и хронологических построений в рамках III тыс. до н. э. Художественное своеобразие богато орнаментированной гончарной продукции послужило Э.В. Ханзадяну основанием для выделения её в особую группу. В 1973 г. Л.А. Петросян собрал на Карнутском поселении подъемный материал, состоящий из каменных орудий труда, черной лощёной керамики с характерным декором и фрагментов переносных очагов, синхронизирующийся с ранее известным комплексом.